# Citizen Cup 1993
Il Citizen Cup 1993 è stato un torneo di tennis giocato sulla terra rossa. È stata la 9ª edizione del torneo, che fa parte della categoria Tier II nell'ambito del WTA Tour 1993. Si è giocato ad Amburgo in Germania dal 26 aprile al 2 maggio 1993.
L'evento è tristemente ricordato per essere stato il luogo in cui venne accoltellata alla schiena Monica Seles, allora numero uno del mondo, da un fan morboso di Steffi Graf, durante una partita di quarti di finale contro Magdalena Maleeva, il 30 aprile. La Seles, dopo l'aggressione, non ha più giocato in Germania.

## Campionesse

### Singolare
Arantxa Sánchez Vicario ha battuto in finale  Steffi Graf con il punteggio di 6–3, 6–3

### Doppio
Steffi Graf /  Rennae Stubbs hanno battuto in finale  Larisa Neiland /  Jana Novotná con il punteggio di 6–4, 7–6